# Elvira d'Agrella
Elvira d'Agrella (Paramaribo) is een Surinaams-Nederlands kinderboekenschrijver, cultuurcoördinator en maatschappelijk ondernemer. Ze werd geboren in Suriname en groeide op in Amsterdam-Zuidoost. Ze is gespecialiseerd in kinderliteratuur in het Sranantongo.

## Biografie
Elvira d'Agrella werd geboren in Paramaribo en emigreerde op jonge leeftijd naar Nederland. Het gezin vestigde zich in Amsterdam-Zuidoost. d'Agrella behaalde haar VWO-diploma, en studeerde in 2012 af in de studie Rechten aan de Vrije Universiteit Amsterdam.
Zij is werkzaam als cultuurcoördinator bij het Jeugdfonds Sport & Cultuur Amsterdam en houdt zich bezig met bestaanszekerheid en het welzijn van met name kinderen.

## Tante Elly
d'Agrella groeide op als tweede dochter in een Surinaamse familie, waarin veel waarde werd gehecht aan cultuur en kennisoverdracht. Hierdoor richtte zij in 2019 'Tante Elly' op, een organisatie die zich bezig houdt met de overdracht van de Surinaamse cultuur. Tante Elly, een naam geïnspireerd op d'Agrella's bijnaam gegeven door haar nichtjes en neefjes, richt zich op de overdracht van het Sranantongo voor kinderen. 
d'Agrella constateerde dat er weinig kinderboeken zijn die zich richten op Surinaams-Nederlandse kinderen. De taaloverdracht kan hierdoor in het gedrang komen. Om de laaggeletterdheid onder deze doelgroep te verminderen, heeft d'Agrella kinderboeken geschreven die volledig in het Sranan Tongo zijn en zich afspelen in de belevingswereld van het jonge kind.